# Concorso Internazionale di Violino Henryk Wieniawski
Il Concorso Internazionale di Violino Henryk Wieniawski è un concorso per violinisti fino a 30 anni che si tiene ogni cinque anni a Poznań, in Polonia, in onore del virtuoso e compositore Henryk Wieniawski.

## Storia
La prima edizione del concorso ebbe luogo in due fasi nel 1935 a Varsavia, cento anni dopo la nascita del compositore cui è dedicato. La seconda e le successive si svolsero in tre fasi, sempre a Poznań, dal 1952. Infine, nel 2001, fu deciso di portare le fasi della competizione a quattro.
Oggi, i candidati vengono selezionati da audizioni preliminari che si svolgono sotto la guida di Maxim Vengerov e un altro membro della giuria.
I premi sono i seguenti:
- Primo premio: 30.000 euro e medaglia d'oro;
- Secondo premio: 20.000 euro e medaglia d'argento;
- Terzo premio: 12.000 euro e medaglia di bronzo.

Sono previsti, inoltre, tre premi onorari di 5.000 euro ciascuno e un premio speciale donato da Maxim Vengerov, consistente in dodici lezioni individuali per uno dei partecipanti al concorso.

## Vincitori

### 1935
- I. Ginette Neveu – Francia
- II. David Oistrakh – Unione Sovietica
- III. Henri Temianka – Gran Bretagna
- IV. Boris Gol'dštejn – Unione Sovietica
- V. Ljerko Spiller – Jugoslavia
- VI. Mary Luisa Sardo – Italia
- VII. Ida Haendel – Polonia
- VIII. Hubert Anton – Estonia
- IX. Bronislav Gimpel – Polonia

### 1952
- I. Igor Oistrakh – Unione Sovietica
- II. Julian Sitkovetsky – Unione Sovietica / Wanda Wiłkomirska – Polonia (ex aequo)
- III. Blanche Tarjus – Francia / Marina Jaszwili – Unione Sovietica / Olga Parchomlenko – Unione Sovietica (ex aequo)
- IV. Emil Kamilarov – Bulgaria / Edward Statkiewicz – Polonia / Igor Iwanow – Polonia / Henryk Palulis – Polonia (ex aequo)
- V. Csaba Bokay – Ungheria

### 1957
- I. Roza Fajn – Unione Sovietica
- II. Sidney Harth – Stati Uniti
- III. Mark Komissarow – Unione Sovietica
- IV. Augustin Leon-Ara – Spagna
- V. Ayla Erduran – Turchia
- VI. Władimir Malinin – Unione Sovietica

### 1962
- I. Charles Treger – Stati Uniti
- II. Oleh Krysa – Unione Sovietica
- III. Krzysztof Jakowicz – Polonia
- IV. Izabella Petrosjan – Unione Sovietica
- V. Mirosław Rusin – Unione Sovietica / Henryk Jarzynski – Polonia / Priscilla A. Ambrose – Stati Uniti (ex aequo)
- VI. Tomasz Michalak – Polonia

### 1967
- I. Piotr Janowski – Polonia
- II. Michał Bezwierchnyj – Unione Sovietica
- III. Kaja Danczowska – Polonia
- IV. Eduard Tatewosjan – Unione Sovietica
- V. Anatolij Mielnkow – Unione Sovietica
- VI. Michał Grabarczyk – Polonia / Mincho Minchev – Bulgaria (ex aequo)

### 1972
- I. Tatiana Grindienko – Unione Sovietica
- II. Shizuka Ishikawa – Giappone
- III. Barbara Górzyńska – Polonia
- V. Tadeusz Gadzina – Polonia / Graczija Arutunian – Unione Sovietica (ex aequo)
- VI. Stefan Czermak – Polonia
- VII. Edward Z. Zienkowski – Polonia

### 1977
- I. Vadim Brodsky – Unione Sovietica
- II. Piotr Milewski – Polonia / Michał Wajman – Unione Sovietica (ex aequo)
- III. Zachar Bron – Unione Sovietica / Peter A. Zazofsky – Stati Uniti (ex aequo)
- IV. Charles A. Linale – Francia
- V. Hiro Kurosaki – Austria / Anna A. Wódka – Polonia (ex aequo)
- VI. Kazuhiko Sawa – Giappone
- Awards: Asa Konishi – Giappone / Keiko Mizuno – Giappone (ex aequo)

### 1981
- I. Keiko Urushihara – Giappone
- II. Elisa Kawaguti – Giappone
- III. Aureli Błaszczok – Polonia
- IV. Seiji Kageyama – Giappone
- V. Iwao Furusawa – Giappone
- VI. Megumi Shimane – Giappone

### 1986
- I. Ewgenij Buszkow – Unione Sovietica
- III. Nobu Wakabayashi – Giappone / Robert Kabara – Polonia (ex aequo)
- IV. Wiktor Kuzniecow – Unione Sovietica
- V. Alexander Romanul – Stati Uniti
- VI. Hiroko Suzuki – Giappone

### 1991
- I. Bartłomiej Nizioł – Polonia / Piotr Pławner – Polonia (ex aequo)
- II. Chie Abiko – Giappone
- III. Reiko Shiraishi – Giappone
- IV. Monika Jarecka – Polonia
- V. Tomoko Yoshimura – Giappone

### 1996
- I. Non assegnato
- II. Reiko Otani – Giappone
- III. Akkiko Tanaka – Giappone
- IV. Łukasz Błaszczyk – Polonia / Asuka Sezaki – Giappone (ex aequo)
- V. Anna Reszniak – Polonia
- VI. Maria M. Nowak – Polonia

### 2001
- I. Alena Baeva – Russia
- II. Soojin Han – S.Korea / Roman Simowic – Jugoslavia (ex aequo)
- III.Gaik Kazazian – Armenia / Bracha Malkin – Stati Uniti / Hiroko Takahashi – Giappone (ex aequo)
- IV. Mayuko Kamio – Giappone
- V. Jaroslaw Nadrzycki – Polonia
- VI. Alexandra Wood – Gran Bretagna

### 2006
- I. Agata Szymczewska – Polonia
- II. Airi Suzuki – Giappone
- III. Anna Maria Staśkiewicz – Polonia
- IV. Lev Solodovnikow – Russia
- V. Maria Machowska – Polonia
- V. Jarosław Nadrzycki – Polonia
- VI. Wojciech Pławner – Polonia
- Distinzione: Simeon Klimashevskiy – Russia

### 2011
- I. Soyoung Yoon – Corea del Sud
- II. Miki Kobayashi – Giappone
- III. Stefan Tarara – Germania
- Distinzione: Erzhan Kulibaev – Kazakistan, Aylen Pritchin – Russia, Arata Yumi – Giappone

### 2016
- I. Veriko Tchumburidze – Georgia / Turchia
- II. Bomsori Kim – Corea del Sud / Seiji Okamoto – Giappone (ex aequo)
- III. Non assegnato
- IV. Luke Hsu – Stati Uniti
- V. Richard Lin – Taiwan / Stati Uniti
- VI. Maria Włoszczowska – Polonia
- VII. Ryosuke Suho – Giappone

- Premio dela Critica: Veriko Tchumburidze, Bomsori Kim
- Premio della Giuria dei Giovani: Veriko Tchumburidze

Altri premi sono stati assegnati ai partecipanti al concorso.